# Johan Hendrik Westerveld
Johan Hendrik Westerveld (Haarlem, 21 augustus 1880 – Sachsenhausen, 3 mei 1942) was militair tijdens de Eerste en Tweede Wereldoorlog. Hij was tevens oprichter van de Ordedienst.
Westerveld werd op 1 augustus 1901 tweede luitenant bij het Wapen der Artillerie, waar hij tot 1920 diende. Daarna werd hij bedrijfsleider bij de firma Van den Bergh & Jurgens in Rotterdam. Op 30 oktober 1939 werd hij gemobiliseerd als luitenant-kolonel, en op 30 mei 1940 werd hij gedemobiliseerd. Daarna besloot hij het verzet in te gaan.
Westerveld was oprichter en organisator van de Ordedienst (OD). Na zijn arrestatie werd hij overgebracht naar de gevangenis van Scheveningen (Oranjehotel). Van 5 september 1941 - 12 maart 1942 werden gearresteerde OD'ers van Scheveningen naar kamp Amersfoort gebracht in afwachting van hun berechting. Onder hen was generaal-majoor (bd) Jan Wesseling, die op 26 januari 1942 in Amersfoort aan de ontberingen overleed. Op 11 april 1942 werden zeventig van de 'groep Westerveld' ter dood veroordeeld en in vrachtauto's naar de gevangenis van de Wehrmacht in Utrecht gebracht. Daar werden 63 vonnissen bekrachtigd. Ze werden per trein naar Sachsenhausen vervoerd, waar zij op 3 mei 1942 werden gefusilleerd. Van de andere zeven werd het vonnis omgezet in levenslang tuchthuisstraf.

## Onderscheidingen
- Mobilisatiekruis 1914-1918
- Verzetskruis (KB Nr. 17, 7 mei 1946)[3]
- Officierskruis XV
- In de Verzetswijk in Almere is een straat vernoemd naar Westerveld, ter ere van zijn bijdrage aan het verzet.[4]

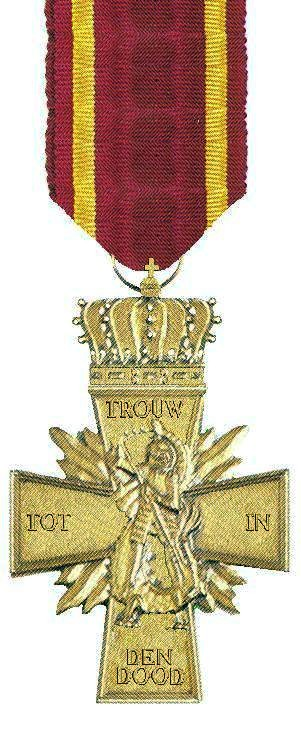